# Sint-Annatunnel

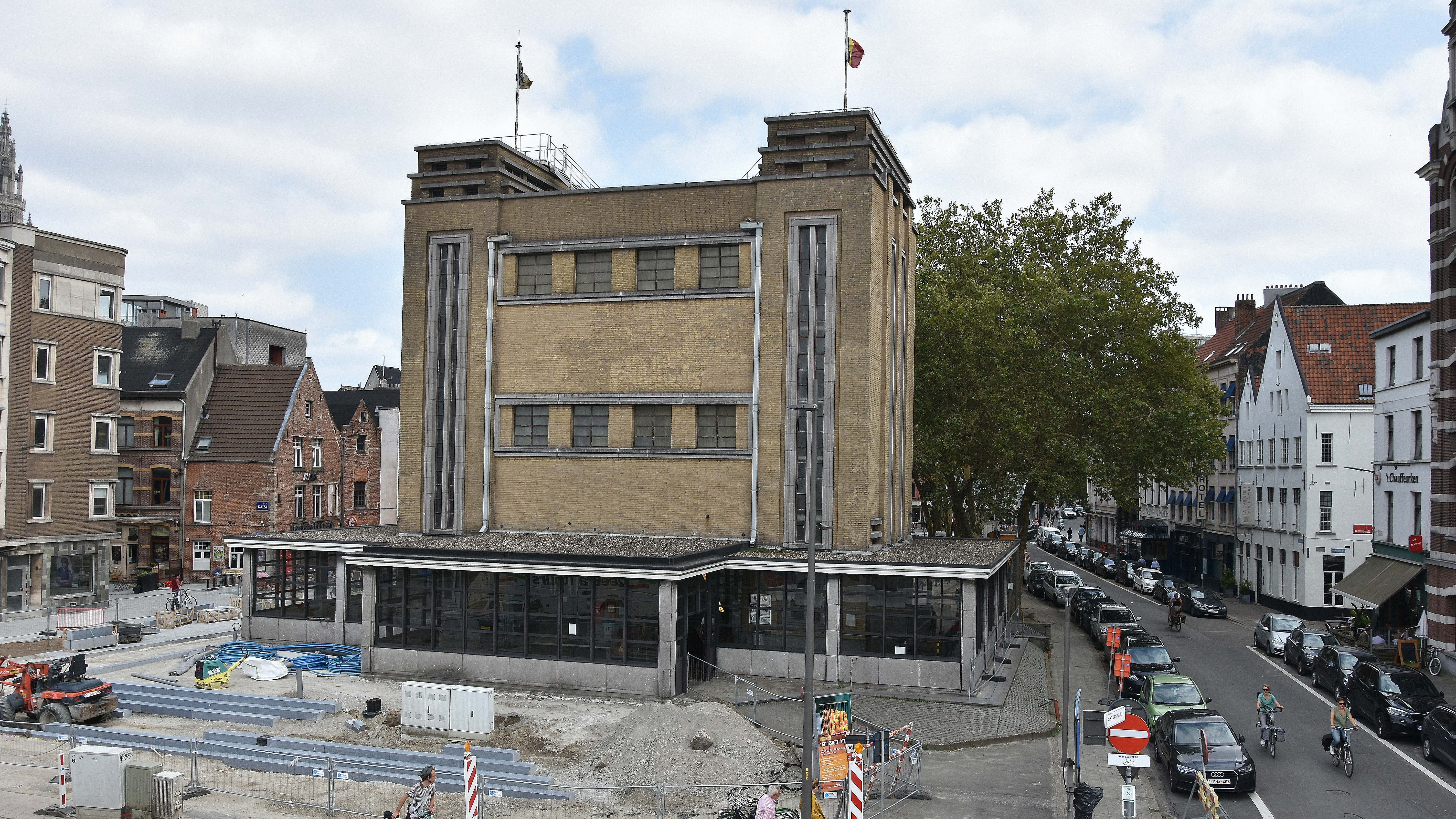
Het toegangsgebouw op de Sint-Jansvliet op de rechteroever van de Schelde

De Sint-Annatunnel is een voetgangers- en fietstunnel onder de Schelde in de stad Antwerpen. De bouw van de Sint-Annatunnel begon onder leiding van IMALSO in 1931 en de tunnel werd in 1933 geopend.
Deze 572 meter lange tunnel, die zich 31,57 meter onder de grond bevindt, wordt door de Antwerpenaren ook wel de Voetgangerstunnel genoemd en verbindt sinds 1933 de stad met de Linkeroever, met andere woorden het oudere met het nieuwere Antwerpen. Beide kanten hebben een lift voor veertig personen of maximaal 3000 kg, en twee maal twee authentieke houten roltrappen. Deze roltrappen waren voor die tijd een echte nieuwigheid. De uitwendige diameter van de tunnel bedraagt 4,74 m, de inwendige 4,30 m. De beide toegangsgebouwen zijn van de hand van Emiel Van Averbeke.
Omdat er af en toe defecten of onderbrekingen zijn bij deze roltrappen, of verderop bij de Kennedyfietstunnel of het Sint-Annaveer, heeft wegbeheerder Agentschap Wegen en Verkeer een website en sinds 2020 een smartphone-app, waar men de huidige en geplande toegankelijkheid van deze drie fiets- en voetgangersverbindingen kan raadplegen.
Er zijn geen aparte stroken voor voetgangers en fietsers: de breedte laat dit niet toe. Fietsers moeten stapvoets door de tunnel rijden (maximaal 5 km per uur), maar rijden vaak harder. Bromfietsbestuurders mogen de tunnel enkel gebruiken als de (verbrandings)motor uitstaat, en ze moeten zich daarbij te voet, al fietsend of al steppend voortbewegen. Zware (elektrische) fietsen of bakfietsen (breder dan 75 centimeter lading inbegrepen) mogen sinds 30 september 2024 niet meer op de roltrappen.

## Geschiedenis
Voor de aanleg van de tunnel bestonden er twee overzetboten: de Sint-Annekensboot en de "Land van Waas / Pays de Waes" (in de volksmond ook bekend als Pietje Waas). De Sint-Annekensboot stak de Schelde over ter hoogte van het Steen, de "Land van Waas" was een treinboot die de verbinding vormde tussen de spoorwegstations Vlaams Hoofd (later Antwerpen-West) op de Linkeroever en Antwerpen-Waas aan de Sint-Michielskaai eerst ter hoogte van de Sint-Michielsstraat en later ter hoogte van de Scheldestraat.
Over een permanente oeververbinding was men het in 1874 reeds eens. Er waren meerdere plannen voor een brug, maar die werden telkens verworpen omdat die de scheepvaart zou belemmeren. Pas in 1931 werd de knoop doorgehakt en koos men voor een tunnel.

### Aanleg
De eigenlijke horizontaal gelegen tunnel werd volledig in de Boomse klei uitgegraven door middel van een handschild. De tunnelbekleding bestaat uit gietijzeren elementen met loodvoegen. De binnenwand werd bekleed met keramische muurtegels in art-deco-stijl, vervaardigd door de NV "Manufactures Ceramiques d'Hemixem, Gilliot en Cie" uit Hemiksem. De kostprijs bedroeg 40 miljoen BEF (ongeveer 21,5 miljoen euro anno 2022). De werken startten op 28 juni 1931 en werden op 14 augustus 1933 voltooid. Er worden nog veel authentieke onderdelen van de tunnel bewaard waaronder: de houten roltrappen, oude waarschuwingsborden, de twee inkomhallen.
De afmetingen van de tunnel en van de liften werden zo gekozen dat het mogelijk was om met een ziekenwagen of politievoertuig door de tunnel te rijden bij een incident in de Waaslandtunnel. Pas na het voltooien van de Kennedytunnel werd deze functie overbodig.

### Oorlogsschade
Het terugtrekkende Duitse leger heeft in 1944 het toegangsgebouw met liften en roltrappen aan de linkeroever opgeblazen. Het herstel heeft meerdere jaren geduurd. Tot die tijd moesten de reizigers weer de boot nemen, aangezien de Waaslandtunnel ook onbruikbaar was gemaakt.

### Na de oorlog
In 1992 en 1993 werd de tunnel gerestaureerd en de storende reclameschildering verwijderd. Sinds 1995 wordt stapvoets fietsverkeer in de tunnel toegestaan. In 1997 werden de tunnel, de toegangsgebouwen en de technische uitrusting waaronder de houten roltrappen als monument beschermd. In 2022 werden de liften gerenoveerd, eerst op Linkeroever en in januari 2023 werd de lift aan de Sint-Jansvliet terug in gebruik genomen. De komende jaren staan nog onderhoudswerken gepland. Begin 2025 werden gedurende acht weken onderhoudswerken aan de houten roltrappen, die industrieel erfgoed zijn, uitgevoerd. Ook werd de art-deco schildering "Halfweg" met Neptunusfiguur en twee zeemeerminnen hersteld.

## Trivia
- Bij de plechtige opening op 10 september 1933 werd burgemeester Camille Huysmans in zijn eerste gebruik van de tunnel gevolgd door 20.000 Antwerpse scholieren. Diezelfde dag werd trouwens de Waaslandtunnel door koning Albert I ingehuldigd.
- Op 17 april 2009 werd in de tunnel elfhonderd meter gedicht onthuld, een met kleefletters op de muren aangebracht gedicht van Antwerps stadsdichteres Joke van Leeuwen dat gelezen kan worden door de tunnel in beide richtingen te doorlopen. Het evenement kaderde in in het cultuurfestival Blok / Bloc op Linkeroever.
- In de tunnel werd ook de videoclip voor de single 'I Think I Like You' van The Black Box Revelation en 'Black Magic' van Yung Mavu opgenomen.
- Bij de aanleg van de tunnel werd het middenstuk een tegel zuidelijker dan in het midden van de tunnel aangelegd. Zo heb je aan de noordkant vijf tegels en aan de zuidkant slechts drie tegels tussen de wand en het middenstuk.

## Fotogalerij

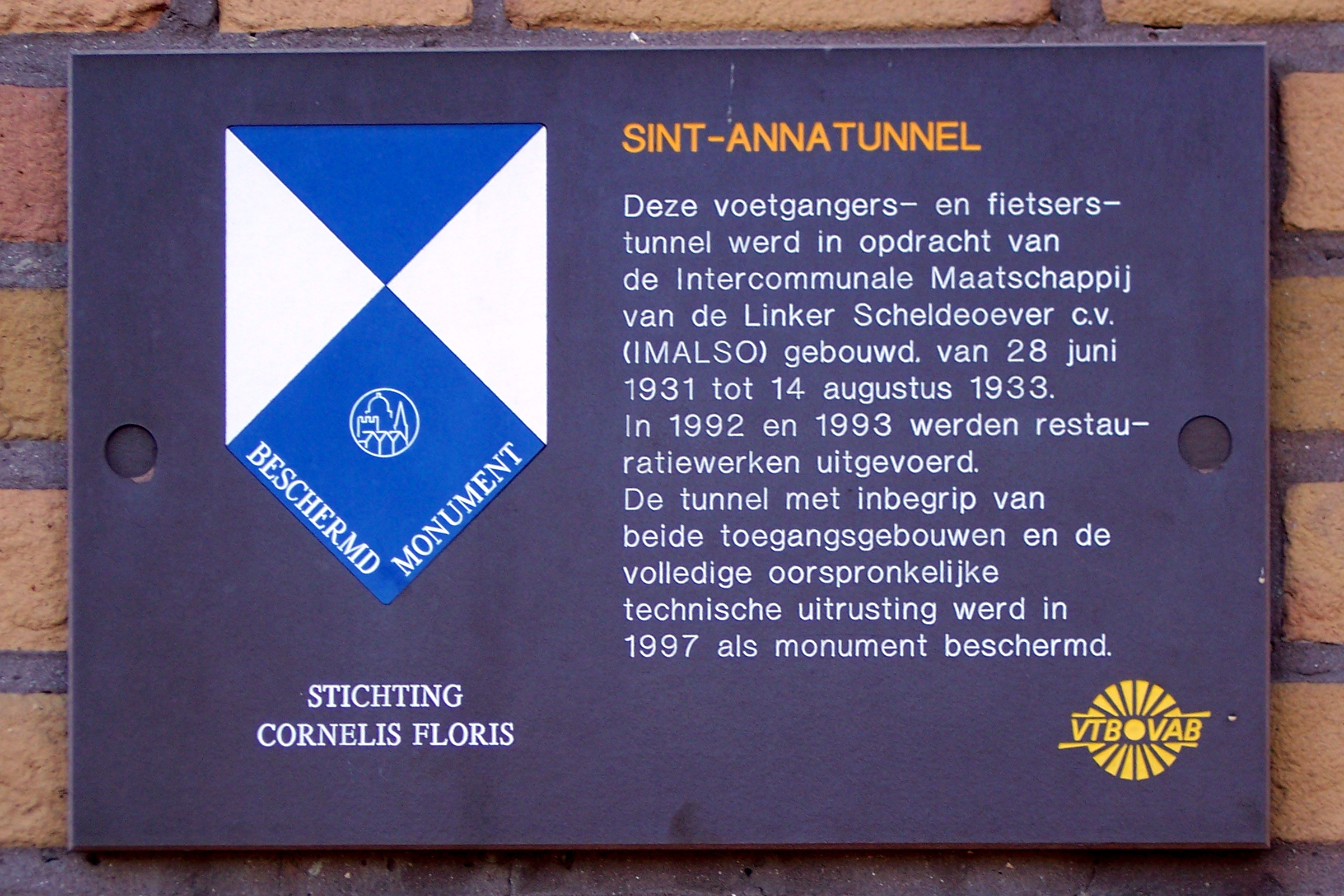
Informatiebord op tunnelgebouw
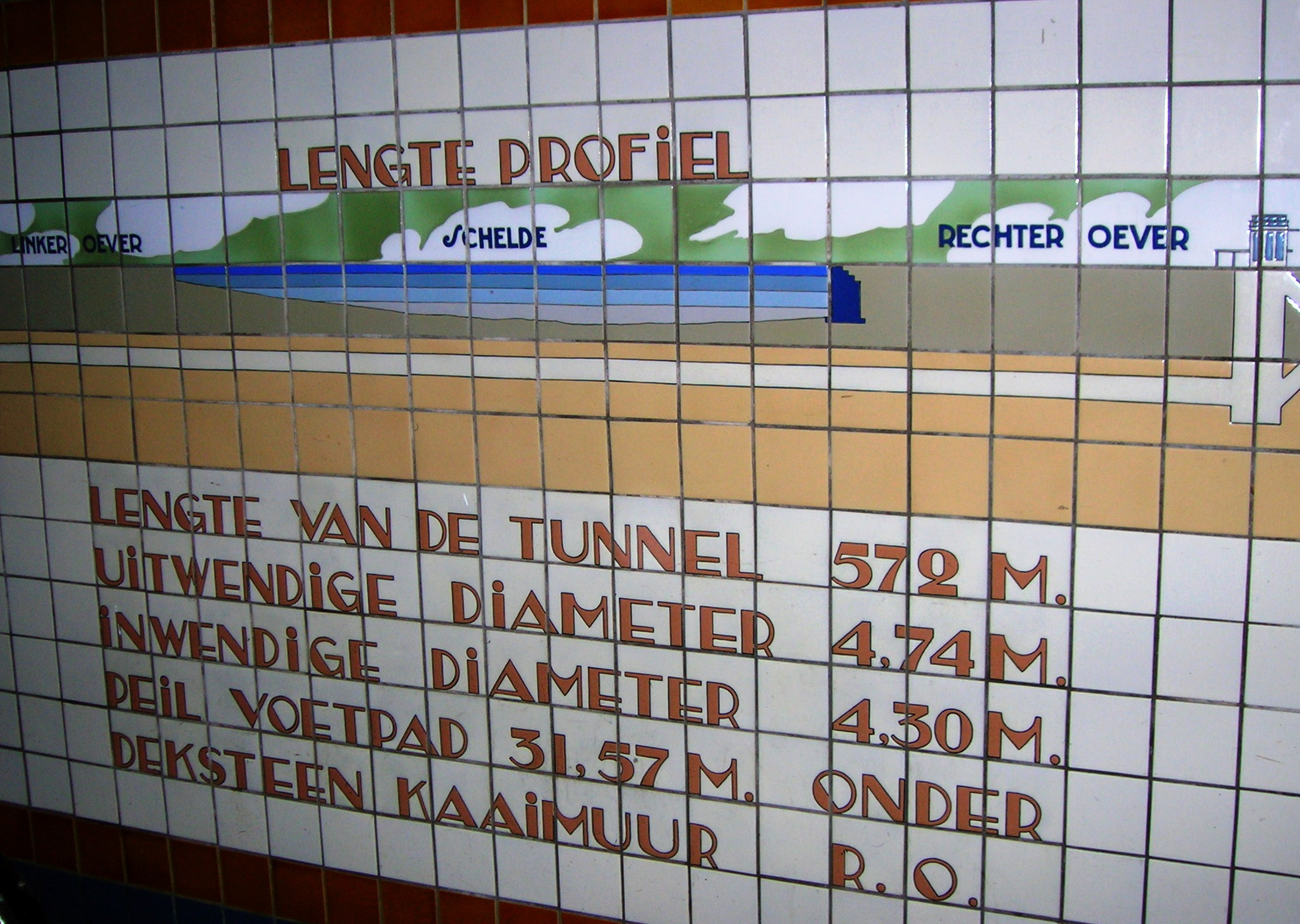
Tegeltableau met technische gegevens
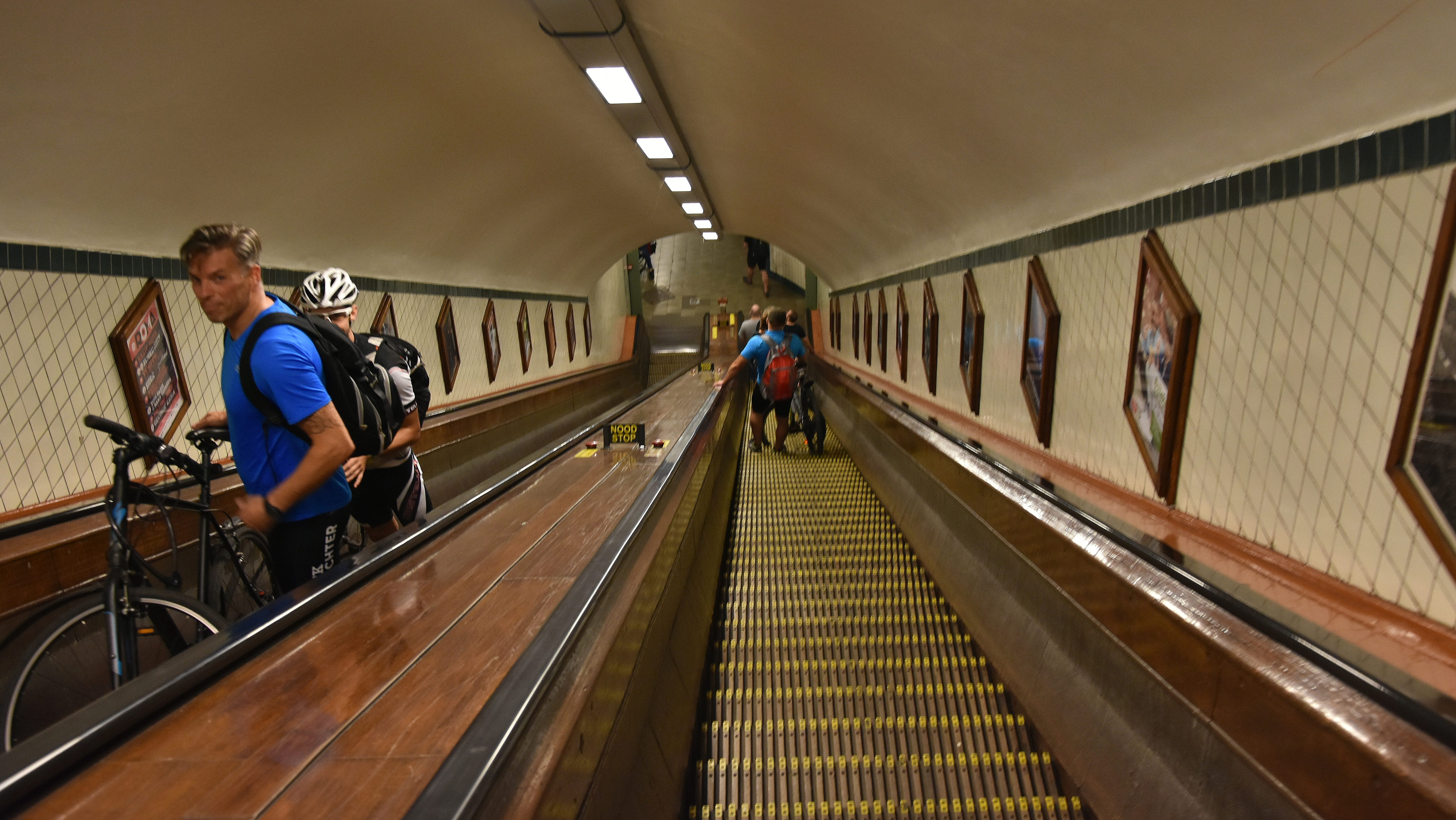
Houten roltrappen
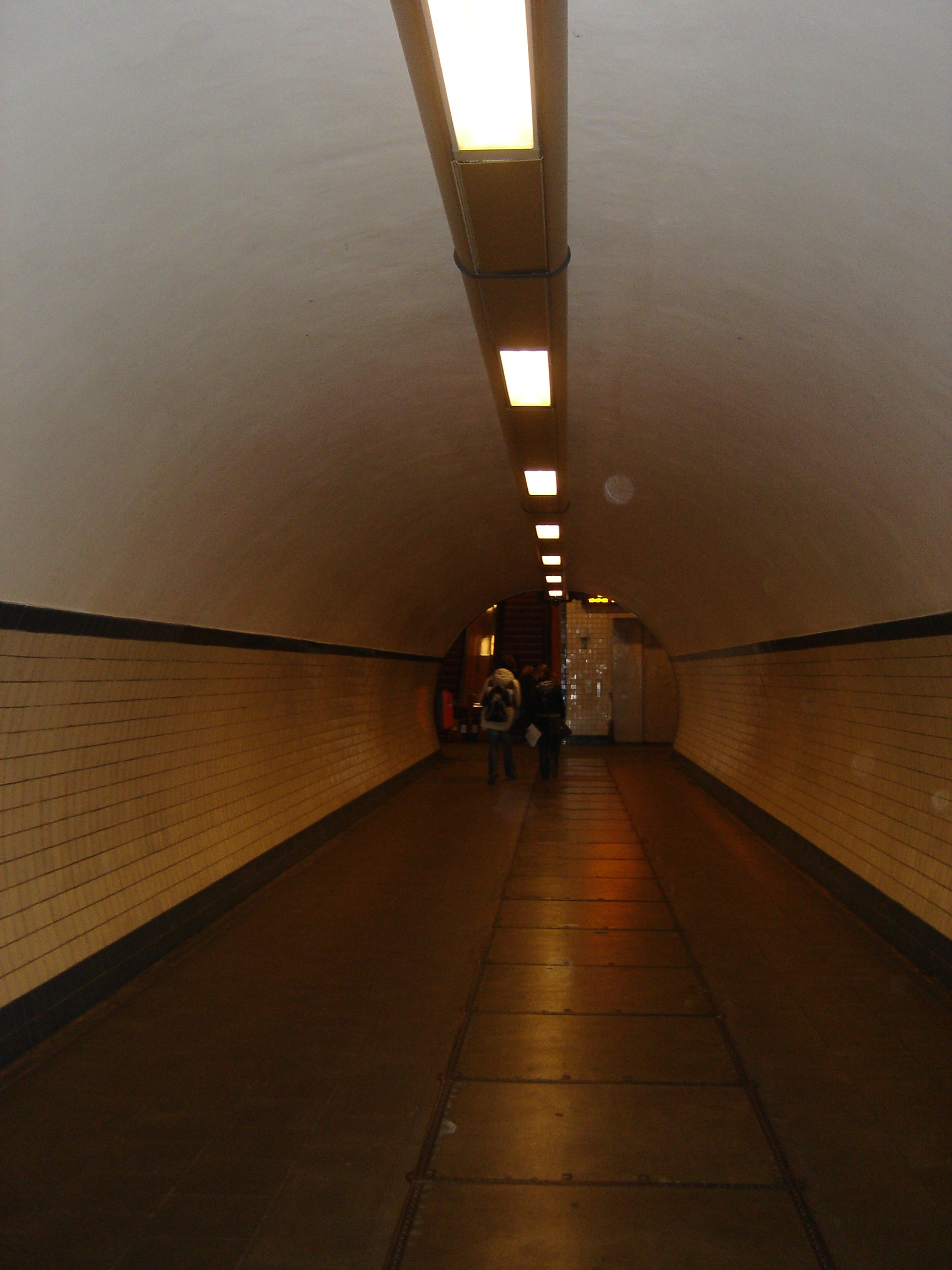
Links het noorden en rechts het zuiden
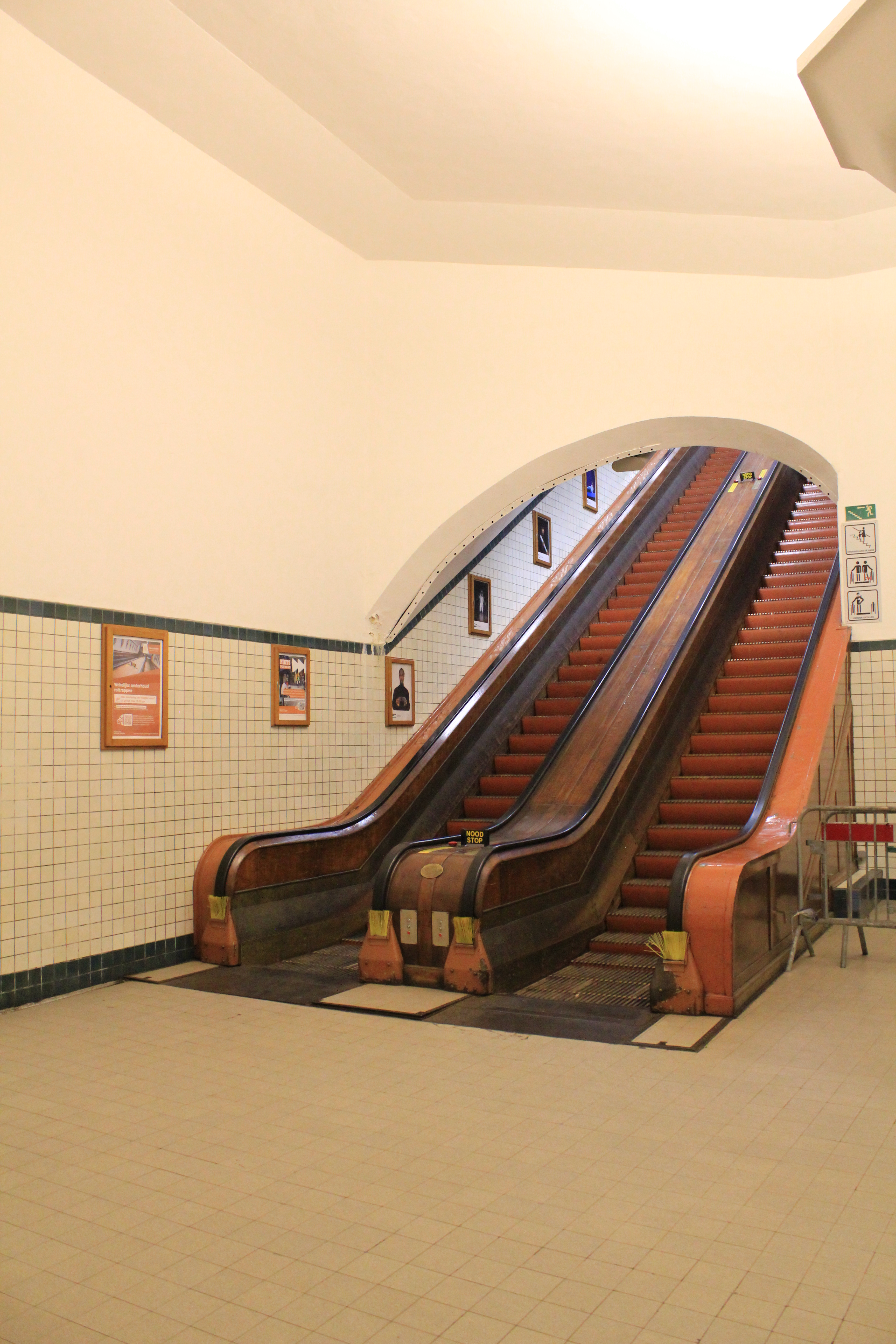
Roltrappen Sint-Annatunnel